# Paisa

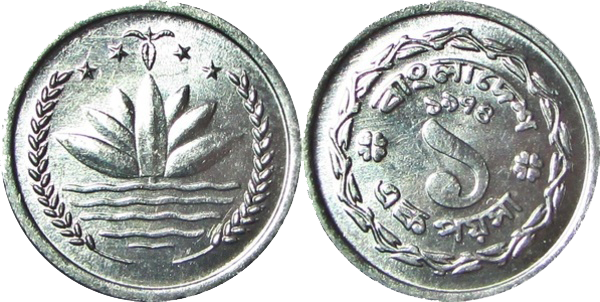
Een paisa-munt uit 1974 in Bangladesh

Paisa is in verschillende landen waaronder India, Pakistan, Bangladesh, Nepal en Oman een munteenheid. Het woord is ook een algemene term voor geld, rijkdom, loon en salaris. In India, Pakistan en Nepal is de paisa momenteel gelijk aan 1⁄100 roepie.

## Etymologie
Het woord paisa komt uit het Hindi (पैसा) en het Urdu (پَیسَہ), die zelf weer vanuit de Sanskrietterm padāṁśa (पदांश) komen.

## Terminologie
In het Hindi-Urdu, Nepalees, Bengaals, Dari en andere Zuid-Aziatische talen betekent het woord paisa vaak geld of contant geld. Buiten Zuid-Azië komt dezelfde betekenis ook voor in talen zoals het Mauritiaans Creools, Caraïbisch-Hindoestani (inclusief het Sarnami) en Sranantongo. 
Een vergelijkbare woord pesa dat ook als verwijzing naar geld wordt gebruikt, komt voor in Oost-Afrikaanse talen als het Swahili. Dit komt door Middeleeuwse handelsroutes die de Arabische Zee overspanden tussen India, de Arabische regio's en Oost-Afrika, het gebruik van het woord dateert uit die periode.